# Bruny Island
Bruny Island è un'isola situata lungo la costa sud-orientale della Tasmania, dalla quale è separata dal canale di D'Entrecasteaux. Sia l'isola che il canale prendono il nome dall'esploratore francese Antoine Bruni d'Entrecasteaux. L'isola era nota agli aborigeni della Tasmania col nome di Alonnah-Lunawanna, ed infatti i due insediamenti presenti su di essa si chiamano, rispettivamente, Alonnah e Lunawanna.

## Geografia

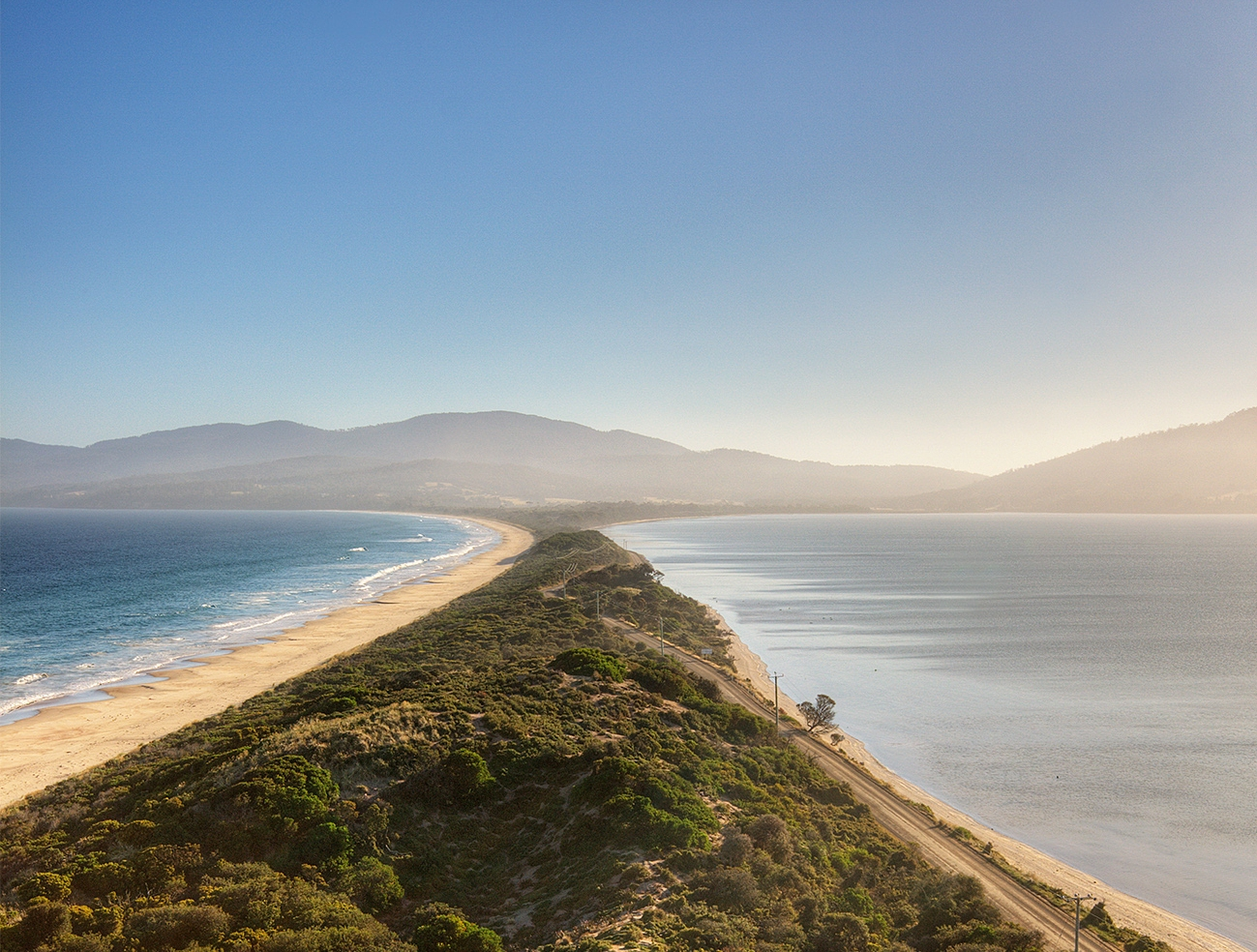
L'isola è divisa in due parti unite fra loro da uno stretto istmo.

L'isola è geologicamente formata da due masse di terra (North e South Bruny), collegate fra loro da uno stretto istmo chiamato The Neck ("il collo") o The Spit ("lo sputo"), per un'estensione totale di 362 chilometri quadrati; la parte meridionale dell'isola è abitata permanentemente, mentre a North Bruny sorge un villaggio vacanze abitato solo per parte dell'anno. La popolazione totale residente sull'isola è di 600 persone.
L'isola è ricoperta da campi erbosi ed ampi tratti di foresta a eucalipti: questi sono un'importante fonte di reddito per gli isolani, in quanto vengono abbattuti per ottenerne legname. I campi di taglio sorgono principalmente nella parte interna dell'isola, mentre l'area sud-orientale di Bruny Island è rimasta relativamente intonsa grazie all'istituzione di un parco nazionale. Il punto più elevato dell'isola è il monte Mangana, con 571 m d'altezza.
La costa orientale appare molto frastagliata e consta di faraglioni di diabase fra i più alti dell'Oceania (oltre i 200 m), anche se non mancano due spiagge abbastanza estese; la costa occidentale, molto più riparata, è ricca di insenature che vengono sfruttate per l'ormeggio di imbarcazioni. Negli ultimi anni, la costa occidentale dell'isola ha subito un marcato processo di erosione, che ha portato le autorità locali ad intervenire con frangiflutti.

## Storia
L'isola è stata storicamente abitata dagli aborigeni della Tasmania della tribù del Sud Ovest, ed in particolare dalla banda Nuenonne (della quale faceva parte anche Truganini, l'ultimo aborigeno tasmaniano puro esistito): ancora oggi molti dei residenti di Bruny Island identificano sé stessi come eredi di questa etnia.
Il primo europeo ad avvistare l'isola fu Abel Tasman nel novembre del 1642: quest'ultimo gettò l'ancora ad Adventure Bay, ma non riuscì a visitare l'isola. Sempre ad Adventure Bay approdò Tobias Furneux; quattro anni dopo, il 26 gennaio 1777, il capitano James Cook rimase per due giorni alla fonda nella medesima baia con due delle sue navi e, durante il soggiorno sull'isola, incise le proprie iniziali con un temperino su un albero, andato poi distrutto in un incendio nel 1905 (oggi ricordato da una placca metallica). L'isola fu nuovamente visitata nel 1788 da William Bligh, che vi fece ritorno nel 1792. Proprio a quell'anno risale l'esplorazione da parte del francese Antoine Bruni d'Entrecasteaux, in onore del quale l'isola (ed il canale che la separa dalla Tasmania) venne battezzata: inizialmente il nome dell'isola era Bruni Island, tuttavia nel 1918 esso venne cambiato in Bruny.

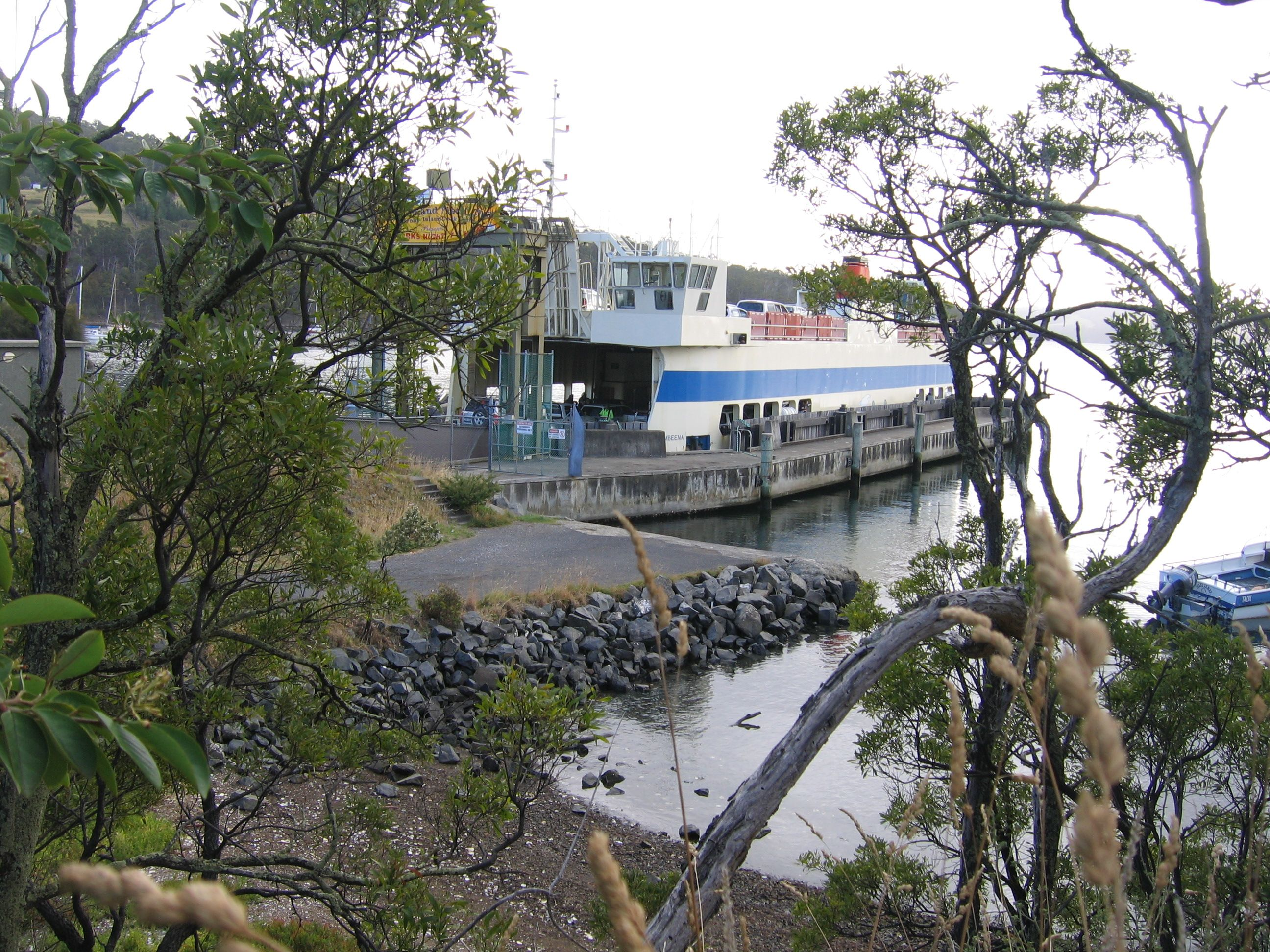
L'isola è collegata alla Tasmania da un servizio di traghetti.

L'isola è collegata alla Tasmania da un servizio di traghetti attivi dal 1954: quattro traghetti a propulsore marino Voith Schneider fanno la spola con la città tasmaniana di Kettering.

## Turismo

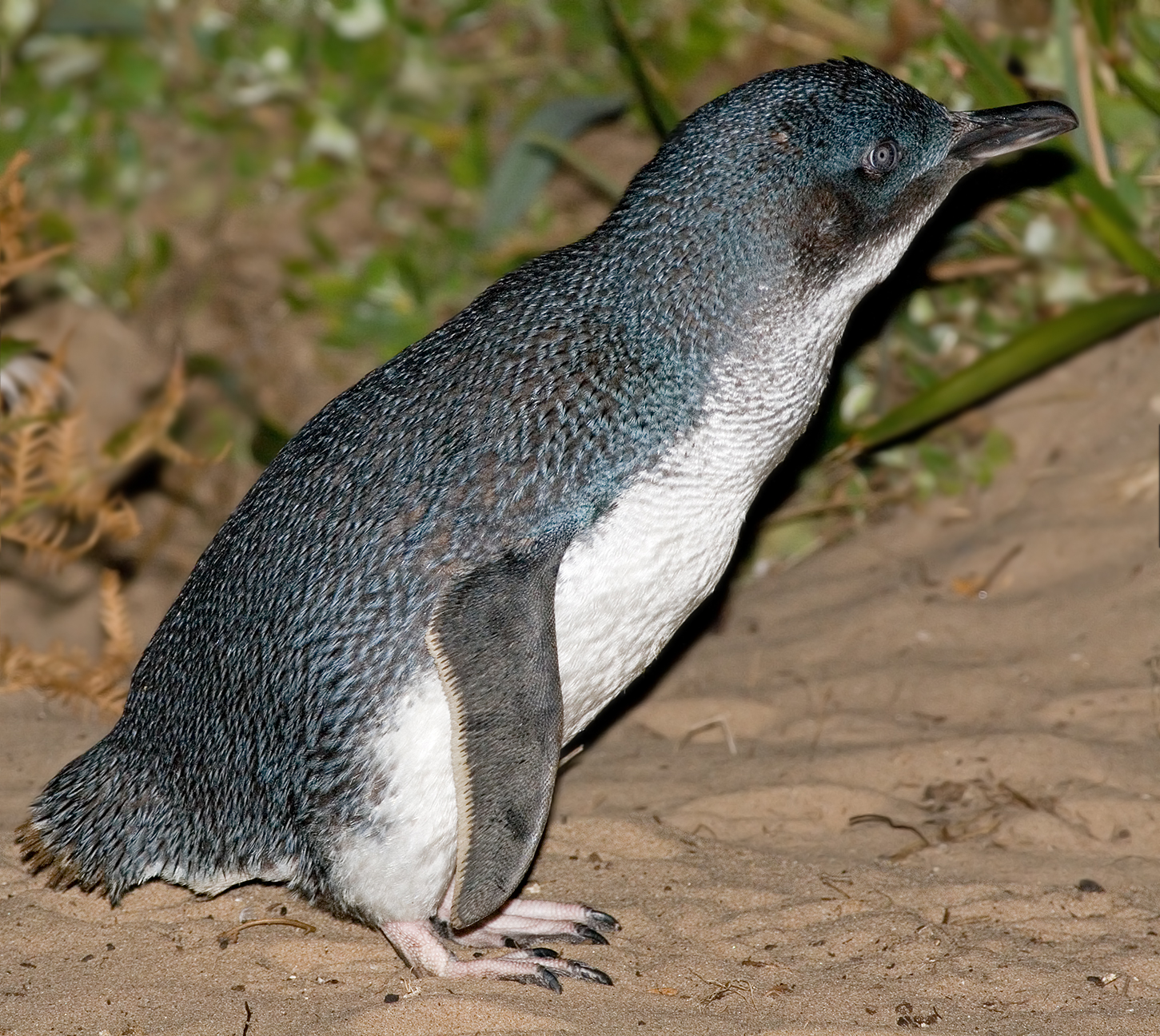
Pinguino della specie Eudyptula minor su Bruny Island: l'isola offre riparo a numerose specie di uccelli, molte delle quali minacciate.

A cavallo degli anni venti del XX secolo, l'isola cominciò ad essere conosciuta ed apprezzata per la sua vocazione turistica grazie alle sue spiagge, alle acque pescose del canale di D'Entrecasteaux, alle spiagge orientali adatte per il surf e ai luoghi d'interesse storico (come l'albero inciso da Cook, o il faro costruito nel 1838 che, sebbene attualmente non più in uso, rappresenta il più antico faro costruito nel Commonwealth) e soprattutto naturalistico.
L'isola è infatti classificata come "importante" dalla BirdLife International, in quanto ospita 13 delle 14 specie di uccelli endemici australiani, oltre alla più grande popolazione mondiale in termini numerici di pardaloto tasmaniano e di pappagallo di Latham (del quale è presente sull'isola circa un terzo della popolazione totale vivente) e una colonia di 240.000 coppie nidificanti di berta codacorta, nidificanti principalmente sull'istmo che congiunge le due parti dell'isola.